# Jüdische Woche (Zsidó Hét)
Die Jüdische Woche (Zsidó Hét) war eine deutsch- und ungarischsprachige jüdische Wochenzeitung, die 1932 in Temeschwar (rumänisch Timișoara) erschienen ist. Das von Alexandru Weiss herausgegebene liberale und zionistische Blatt bot internationale sowie nationale Nachrichten zu jüdischen Themen der Politik, Gesellschaft und Kultur. Bemerkenswert ist die Zweisprachigkeit der Zeitung; etwa die Hälfte der Artikel wurden in ungarischer Sprache abgedruckt. Programmatisches Ziel war die Stärkung der jüdischen Identität angesichts der in Europa eskalierenden antisemitischen Agitation sowie die Propagierung geschlechtlicher Gleichstellung. Über judenfeindliche Vorfälle wurde häufig berichtet, dennoch verbreitete die Redaktion keine übermäßig pessimistische Sicht auf die Zukunft des Judentums in Europa, da dem Antisemitismus kein ausreichender Rückhalt in der europäischen Bevölkerung zugetraut wurde. Zu den Korrespondenzpartnern der Redaktion gehörte Abraham Isaac Kook, aschkenasischer Oberrabbiner des Landes Israels.

„So feiert jetzt der antisemitische Wahnsinn im judenreichen Polen, wie auch im Lande der "Dichter und Denker" und anderen Ländern, wahre Orgien. (...) Nur ein fest zusammenhaltendes jüdisches Volks wird seinen Feinden widerstehen. Die Vertrautheit mit dem Leben der Juden in der ganzen Welt, ihren grossen Schmerzen und kleinen Freuden, ist Vorbedingung. Dieses Wissen zu verbreiten, den Willen zum Zusammenschluss zu stärken, alles was zur Erhaltung und Steigerung der Widerstandskraft der Juden beiträgt zu fördern, der um ihre eigene und ihres Volkes Zukunft ringenden Jugend und der jüdischen Frau, die sich anschickt ihren Platz in den Reihen der für ihr Volk kämpfenden Brüder einzunehmen, eine Tribüne zu sein – ist Ziel und Aufgabe dieser Zeitung.“